# 大島秀一
大島 秀一（おおしま ひでいち、1897年〈明治30年〉2月28日 - 1965年〈昭和40年〉4月8日）は、大正から昭和期の実業家、政治家。衆議院議員（3期）、主婦と生活社創業者。

## 経歴
新潟県西蒲原郡峰岡村（巻町を経て現新潟市西蒲区）で生まれる。1922年（大正11年）信愛学院を卒業した。
1921年（大正10年）太陽印刷を設立。太陽印刷工業取締役社長に就任。1946年（昭和21年）太陽印刷を新元社に変更し『主婦と生活』を創刊。1948年（昭和23年）新元社を主婦と生活社に改名し社長に就任。1957年（昭和32年）河出書房（現河出書房新社）から『週刊女性』を引き継いだ。その他、主婦と生活文化学園長、日本出版販売取締役、日本出版協会会長などを務めた。
1950年（昭和25年）6月の第2回参議院議員通常選挙で全国区から緑風会公認で出馬して落選。1952年（昭和27年）10月の第25回衆議院議員総選挙で新潟県第1区から自由党公認で出馬して初当選。1953年（昭和28年）4月の第26回総選挙では次点で落選。その後、第27回、第28回総選挙で再選され、衆議院議員に通算3期在任した。この間、第2次岸内閣通商産業政務次官、衆議院商工委員長、自由党政調会国土副部会長、自由民主党文化局長、同党総務、同党新潟県連副会長などを務めた。その後、第29回総選挙に立候補したが落選した。
1965年（昭和40年）4月8日死去、68歳。死没日をもって勲三等旭日中綬章追贈、従四位に叙される。

## 親族
- 子息 大島重次（主婦と生活社社長）[4]
- 弟 遠藤左介（主婦と生活社会長）[4]